# Collegiata di Santa Maria (Visso)
La collegiata di Santa Maria è il principale edificio religioso di Visso, nella regione Marche, provincia di Macerata.

## Storia e descrizione

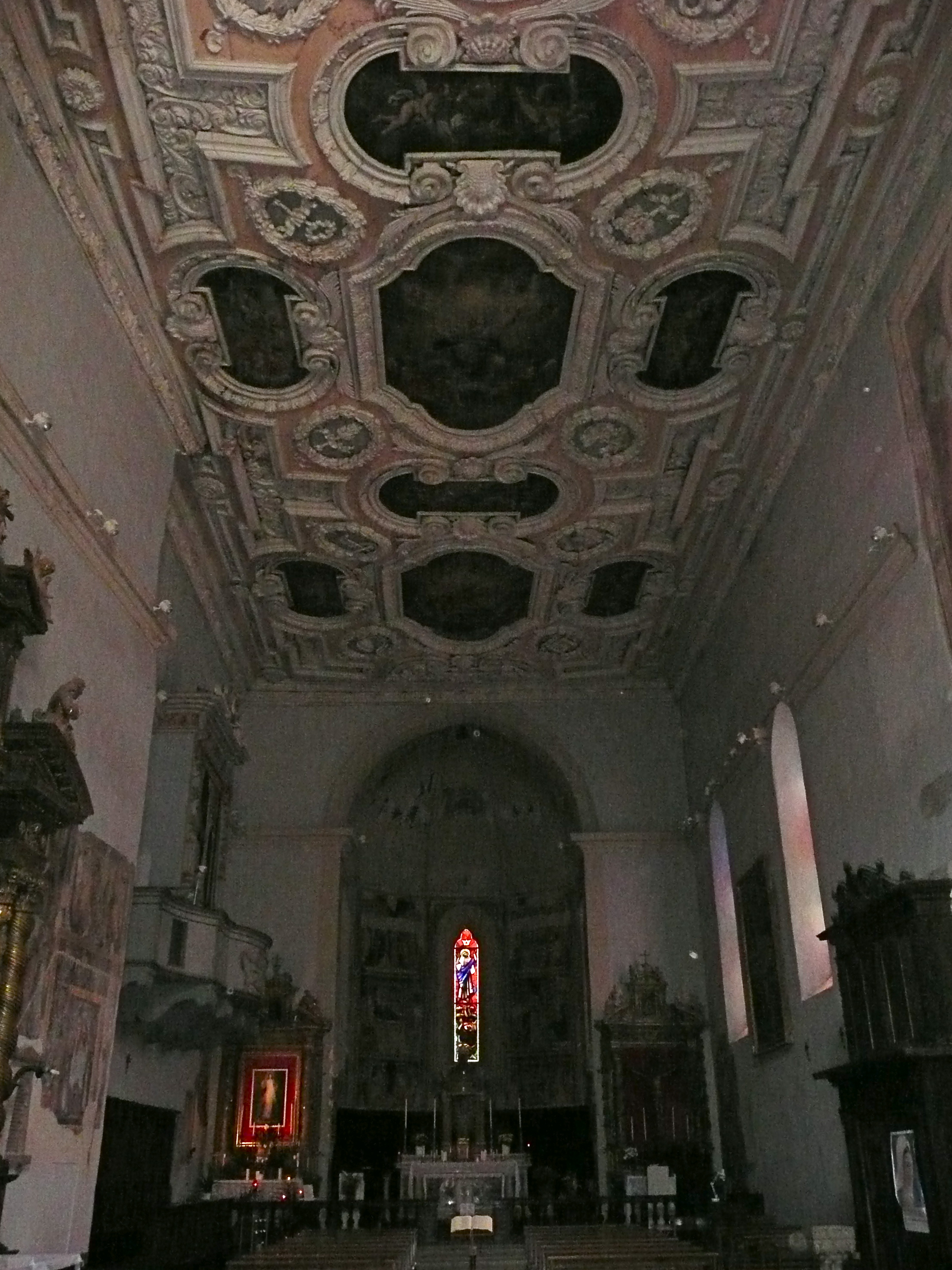
Veduta dell'interno.

In questo luogo venne costruita una prima pieve nel 1143, in stile romanico. L'edificio venne rimaneggiato nel seguenti due secoli, quando nel 1256 assunse le attuali forme gotiche di influsso umbro.
Nel 1517 venne elevata a chiesa Collegiata e subì ancora delle modifiche, soprattutto all'interno, volte ad arricchirla.
Sul lato sinistro, settentrionale, della chiesa svetta l'elegante campanile gotico-umbro a bifore e trifore, sormontato da una cuspide ogivale a pianta ottagonale. Il fianco destro, meridionale, che dà sulla piazza centrale di Visso, funge da ingresso principale. Presenta un bel portale romanico recante nella lunetta l'affresco dell'Annunciazione eseguito nel 1444 da Paolo da Visso.
L'interno, a navata unica, assai trasformato nel '600, conserva ancora diversi affreschi di scuola umbro-marchigiana del XIV secolo, fra i quali un colossale San Cristoforo, di oltre 7 metri d'altezza. Inoltre vi sono il gruppo ligneo della Madonna col Bambino, duecentesco, in un nicchione sono opere di Giovanni Di Pietro detto Lo Spagna. 
Il soffitto, ligneo barocco, fu terminato nel 1743, reca dipinti del camerte Giuseppe Manzoni. L'organo, sulla parete sinistra, è un'opera di Giovanni Fedeli da Camerino, datata 1759. 
Nella romanica Cappella del Battistero sono conservati reperti della pieve originaria, risalenti al XII secolo: capitelli, rilievi, un'acquasantiera e un fonte battesimale. Inoltre si possono ammirare i sarcofagi del beato Niccolò Siciliano e di Meo da Visso.
All'interno della Collegiata vi è il sepolcreto della famiglia Mancini.
Secondo una leggenda nella sacrestia sarebbe custodito uno dei 30 denari di Giuda.